# Корлеоне
Корлео́не (итал. Corleone [korleˈone], сиц. Cunigghiuni, Curliuni) — сицилийский город в провинции Палермо. Население — 11,4 тыс. жителей (2010).

## Название
Название города, по-видимому, имеет арабские корни, хотя сам он возник в византийский период. С другой стороны, считается, что название «Корлеоне» — сокращение от Куоре ди Леоне (итал. Cuore di Leone — «Львиное сердце»).

## История
В Средние века его укрепили сицилийские Гогенштауфены. В XIX веке жители Корлеоне трижды поднимались на борьбу с Бурбонами. В 1943 году за успехи в завоевании Эфиопии титул графа Корлеоне получил итальянский генерал Артуро Фаини.
Современный Корлеоне более всего известен как один из центров сицилийской мафии. 11 апреля 2006 года, когда в Корлеоне был захвачен скрывавшийся сорок лет Бернардо Провенцано, объявлен властями «днём освобождения»; одна из городских улиц даже носит название улицы 11 апреля.
Покровителем города почитается святой Леолука Корлеонский, празднование 1 марта.

## В культуре
В романах и фильмах саги «Крёстный отец» Корлеоне выведен как родина главного героя — дона Вито Корлеоне (настоящая фамилия — Андолини). По совпадению, предки актёра Аль Пачино (сыгравшего его сына и преемника, Майкла Корлеоне), эмигрировали в США именно из этих мест. Тем не менее в фильме город не показан - сцены, происходящие в Корлеоне, снимались в других городах .  В романе Виктора Гюго  «Человек, который смеётся» один из главных героев, Гуинплен, носит, помимо прочего,  титул маркиза Корлеоне Сицилийского.